# Augustin Forfaict
Augustin Forfaict (fl. XVI secolo) è stato un orologiaio francese del XVI secolo.
A Sedan, cittadina situata a nord-est di Reims, sul fiume Mosa, nel periodo 1550-1650 operavano parecchi orologiai fra i quali la grande famiglia dei Forfaict, comprendente Augustin, i figli Abraham, Nicholas, Isaac e i loro figli. Costoro erano protestanti e finirono per emigrare, perlopiù in Olanda. Si sono conservati parecchi orologi da persona firmati dai vari Forfaict. Due Augustin sono ricordati nel Dictionnaire des horlogers français di Tardy (Parigi, 1971-72), entrambi attivi sul finire del Cinquecento.